# La Parguera
La Parguera es una comunidad costera y localidad del municipio de Lajas ubicado al suroeste de Puerto Rico. Este lugar se le conoce como «La Parguera» por la abundancia y buena pesca de pargos.

## Historia
Se fundó aproximadamente en 1826, cuando personas de Lajas y Cabo Rojo alentados por la aventura y el deseo de mejoras económicas se mudaron al litoral y construyeron definitivamente sus hogares. Lo que más atrajo a estos primeros pobladores fue la abundancia de la pesca, las condiciones saludables del clima y las bellezas naturales del litoral. Los pobladores se dedicaron principalmente a la pesca, siembra de maíz y a la crianza de ganado vacuno y caballar. La pesca fue la actividad económica que dio auge al progreso del poblado en sus comienzos.
Los primeros pobladores levantaron sus primeras casas en las lomas frente al mar. Al comienzo se situaron en La Parguera alrededor de 10 familias. Cuando el pueblo de Lajas se separó del municipio de San Germán en 1883 La Parguera pasó a ser uno de los 11 barrios del municipio de Lajas. A través de los años se establecieron más hogares, cuyas familias dependían mayormente de la pesca como fuente principal de ingreso. Se mantiene en La Parguera una villa pesquera que sirve como fuente de ingresos de algunas familias que habitan en el litoral. 
Cuando la pesca empezó a escasear los habitantes de La Parguera se dedicaron a la construcción de pequeñas casas para la venta y alquiler a turistas que se acercaban al área. El censo de 2000 reporta una población fija de 1141 personas, la mayoría descendientes de los primeros pobladores. No obstante la comunidad de La Parguera aumenta notablemente su población durante los fines de semana especialmente durante la Semana Santa, el verano y fin de año. El aumento de las viviendas ha sido significativo, para 1968 existían alrededor de 250 viviendas y para el 2000 se reportan 597.

## Actividad económica
El poblado de La Parguera fue evolucionando paulatinamente de villa de pescadores a uno de los más frecuentados centros recreativos de Puerto Rico. Las principales actividades de turismo son paseos en bote a los cayos, por los canales de mangle, la pesca deportiva de dorado, wahoo, atún y pargos, buceo con tanques y kayaking entre otros.
El actual poblado de La Parguera tiene tres constituyentes arquitectónicos y socioeconómicos diferentes. El primero es conocido como Las Parcelas y está constituido por las antiguas casas de los pescadores. El segundo es Las Casetas o casas en pilotes de orilla las cuales mayormente son usadas como vivienda durante fines de semana o de vacaciones. El tercer constituyente es conocido como  Las Colinas y está localizada al oeste de la primera. Se caracteriza por tener construcciones más grandes y elaboradas, utilizadas como viviendas permanentes o para uso durante los fines de semana. Esta área inicia su desarrollo a finales de la década de los 80, constituyéndose actualmente en un exclusivo sector de vivienda en Puerto Rico.

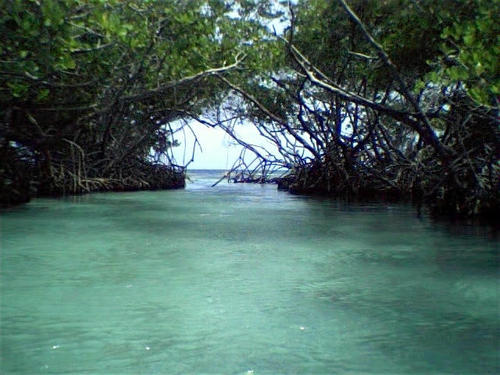
Cayo Caracoles.

La actividad comercial en La Parguera gira en torno a la pesca comercial y establecimientos comerciales relacionados al deporte marítimo y los negocios de turismo, tales como hoteles, casas de huéspedes y restaurantes. Esta comunidad es muy visitada por turistas locales y del extranjero.
En el sector de La Parguera existen dos bahías bioluminiscentes: Bahía Monsio José y Bahía La Parguera, conocida como la Bahía Fosforescente. Otros lugares de interés lo son «Playita Rosada», el cayo «Caracoles», y la «Isla Magueyes»